# メタル・ヘルス〜ランディ・ローズに捧ぐ〜
『メタル・ヘルス〜ランディ・ローズに捧ぐ〜』（原題：Metal Health）は、アメリカ合衆国のヘヴィメタル・バンド、クワイエット・ライオットが1983年に発表した3作目のスタジオ・アルバム。前2作は日本のCBSソニーから発売されていたため、本作は母国アメリカにおけるデビュー・アルバムに当たる。ヘヴィメタルというジャンルでは最初期の全米1位獲得アルバムとして知られる。

## 背景
1979年にクワイエット・ライオットが一度解散した後、ケヴィン・ダブロウはダブロウというバンドで活動するが、1982年にはクワイエット・ライオットの名前を使おうと考えて、元メンバーのランディ・ローズやルディ・サーゾ（当時は2人ともオジー・オズボーンのバンドで活動していた）からも同意を得た。なお、ローズは1982年3月19日に死去しており、本作のオリジナルLPのクレジットには「このアルバムはランディ・ローズの思い出に捧げられた」と書かれた。そして、サーゾは1982年9月にオジー・オズボーンのバンドを脱退してクワイエット・ライオットに復帰した。ただし、本作収録曲の一部ではチャック・ライトがベースを弾いている。
「カモン・フィール・ザ・ノイズ」はスレイドのカヴァーで、プロデューサーのスペンサー・プロファーの案により録音された。「スリック・ブラック・キャデラック」は日本のみ発売のアルバム『暴動に明日はない (Quiet Riot II)』（1979年）で発表された曲で、本作には1982年当時のメンバーによるセルフ・カヴァーが収録された。バラードの「サンダーバード」は、ランディ・ローズに捧げられた曲である。

## 反響
本作はアメリカのBillboard 200で1位を獲得。1983年9月にRIAAによってゴールドディスクに認定され、翌10月にはプラチナディスクに認定されて、リリースから12年後の1995年5月には6×プラチナに達している。また、シングル「カモン・フィール・ザ・ノイズ」はBillboard Hot 100で5位に達した。

## 収録曲
特記なき楽曲はケヴィン・ダブロウ作。8.はインストゥルメンタル。
1. メタル・ヘルス "Metal Health (Bang Your Head)" (Kevin DuBrow, Carlos Cavazo, Frankie Banali, Tony Cavazo) – 5:16
2. カモン・フィール・ザ・ノイズ "Cum on Feel the Noize" (Noddy Holder, Jim Lea) – 4:50
3. ドント・ワナ・レット・ユー・ゴー "Don't Wanna Let You Go" (K. DuBrow, C. Cavazo) – 4:41
4. スリック・ブラック・キャデラック "Slick Black Cadillac" – 4:12
5. ラヴズ・ア・ビッチ "Love's a Bitch" – 4:11
6. ブレスレス "Breathless" (K. DuBrow, C. Cavazo) – 3:51
7. ラン・フォー・カヴァー "Run for Cover" (K. DuBrow, C. Cavazo) – 3:38
8. バトル・アックス "Battle Axe" (C. Cavazo) – 1:38
9. レッツ・ゲット・クレイジー "Let's Get Crazy" – 4:08
10. サンダーバード "Thunderbird" – 4:43

### 2001年リマスターCDボーナス・トラック
1. デインジャー・ゾーン "Danger Zone" – 5:06
2. スリック・ブラック・キャデラック（ライヴ） "Slick Black Cadillac (Live)" – 5:14

## 参加ミュージシャン
- ケヴィン・ダブロウ - ボーカル
- カルロス・カヴァーゾ - ギター、バッキング・ボーカル
- ルディ・サーゾ - ベース、バッキング・ボーカル
- フランキー・バネリ - ドラムス、バッキング・ボーカル

アディショナル・ミュージシャン
- チャック・ライト - ベース(#1, #3)、バッキング・ボーカル
- パット・リーガン - キーボード
- チューズデイ・ナイト - バッキング・ボーカル
- The Riot Squad - バッキング・ボーカル